# Mupoi
Mupoi (znane także jako Mapoi, Mopwi oraz Mopai i Mupai) – miejscowość w Sudanie Południowym, stanie Ekwatoria Zachodnia.
Znajduje się w niej szpital Mupai Hospital, a także parafia rzymskokatolicka Our Lady of Martyrs Catholic Parish Mupoi, która została założona 24. grudnia 1912. Obecnie podlega pod dekanat Zachodni diecezji Tombura-Yambio. 
Diecezja ta niegdyś nazwą odnosiła się do miejscowości Mupoi, bowiem swój początek znajduje 3. marca 1949 jako Prefektura Apostolska Mupoi.
Nieopodal Mupoi znajduje się Ave Maria Church (pol. kościół św. Marii) - został on opuszczony po tym jak w 1956 Sudan uzyskał niepodległość, bowiem jego premier, Ismail al-Azhari wydalił z kraju katolickich misjonarzy. Wtedy też rozpoczęła się wojna domowa, która zmusiła wielu katolików do ucieczki - a kościół popadł w ruinę. W maju 2019 - wobec odradzającego się Kościoła - pojawiła się wizja odbudowy świątyni oraz przekształcenia jej w „kontynentalne sanktuarium maryjne Matki Bożej Różańcowej”